# Volksbank Wümme-Wieste
Die Volksbank eG (im Außenauftritt Volksbank eG Wümme-Wieste) war eine deutsche Genossenschaftsbank mit Sitz in der niedersächsischen Gemeinde Sottrum im Landkreis Rotenburg (Wümme). Nach Fusion mit der Bremischen Volksbank agiert die ehemalige Volksbank eG Wümme-Wieste  seit Juni 2024 als Bremische Volksbank Weser-Wümme eG.

## Geschichte
Zur Verbesserung der Wettbewerbsbedingungen des selbständigen Mittelstandes in Landwirtschaft, Handel und Gewerbe wurde in Sottrum die Idee der genossenschaftlichen Selbsthilfe aufgenommen und umgesetzt. Am 12. Oktober 1892 wurde die Spar- und Darlehnskasse Sottrum eGmbH für die hiesige Bevölkerung und die umliegenden Gemeinden gegründet. Johann Dietrich Müller war Gründer, Rendant und Vorstandsvorsitzender; die Hauptkassenstunden hielt „Dirksin Schrieber“ im Kassenraum seines Hauses, Sottrum Nr. 57.
Im Jahr 1894 später gründeten sich in Ottersberg und Fischerhude ebenfalls zwei Spar- und Darlehnskassen. Und auch in den Orten Fintel (1905), Kirchwalsede (1921) und Otterstedt (1909) schlägt der genossenschaftliche Gedanke Wurzeln.
In den Jahren 1951 und 1952 wurden in den Ortschaften Hellwege, Horstedt und Bötersen Zweigstellen der Spar- und Darlehnskasse Sottrum eGmbH eröffnet. 1961 eröffnete auch eine Zweigstelle in Waffensen. Von 1958 bis 1978 bestand sogar eine Zweigstelle in Taaken.
Neben der Spar- und Darlehnskasse Sottrum eGmbH erweiterte auch die Spar- und Darlehnskasse Ottersberg eGmbH ihre Standorte um Bassen (1963) und Posthausen (1973).
Im Jahr 1966 fusionierten die Spar- und Darlehnskasse Ottersberg eGmbH mit dem Sitz in Ottersberg und die Spar- und Darlehnskasse Otterstedt eGmbH mit dem Sitz in Otterstedt zur Spar- und Darlehnskasse Ottersberg eGmbH (der späteren Volksbank Ottersberg eGmbH) mit dem Sitz in Ottersberg. Ab 1986 gehört auch die Volksbank Fischerhude-Rautendorf eG. mit dem Sitz in Fischerhude zur Volksbank Ottersberg eG.
Die spätere Volksbank Sottrum eGmbH mit dem Sitz in Sottrum entstand im Jahr 1971 als Spar- und Darlehnskasse Sottrum eGmbH durch die Fusion der Spar- und Darlehnskasse Sottrum eG mit der Spar- und Darlehnskasse Kirchwalsede eGmbH mit dem Sitz in Kirchwalsede. Zwei Jahre später wurde die Geschäftsstelle in Ahausen eröffnet. Die Volksbank Fintel e.G. mit dem Sitz in Fintel fusionierte 1990 mit der Volksbank Sottrum eG.
1999 entstand die Volksbank eG aus dem Zusammenschluss der Volksbank Ottersberg eG und der Volksbank Sottrum eG sowie der Übernahme der Geschäftsstelle Scheeßel von der Bremischen Volksbank eG. Im Jahr 2012 erfolgte im Außenauftritt eine Änderung des Namenszusatzes von Volksbank eG Sottrum - Ottersberg - Scheeßel in Volksbank eG Wümme-Wieste.
Im Jahr 2023 wurden Fusionsgespräche mit der Bremischen Volksbank eG aufgenommen. Nach der Fusion im Jahr 2024 heißt die neue Bank Bremische Volksbank Weser-Wümme eG.

## Rechtsverhältnisse
Die Bremische Volksbank Weser-Wümme eG ist im Genossenschaftsregister beim Amtsgericht Bremen unter Genossenschaftsregister Nr. 317 eingetragen.

## Organisationsstruktur
Rechtsgrundlagen sind das Genossenschaftsgesetz und die durch die Vertreterversammlung beschlossene Satzung. Organe der Bank sind der Vorstand, der Aufsichtsrat und die Vertreterversammlung.

## Sicherungseinrichtung
Die Volksbank eG war der amtlich anerkannten Sicherungseinrichtung des Bundesverbandes der Deutschen Volksbanken und Raiffeisenbanken GmbH und der zusätzlichen freiwilligen Sicherungseinrichtung des Bundesverbandes der Deutschen Volksbanken und Raiffeisenbanken e. V. angeschlossen.

## Geschäftsausrichtung
Die Volksbank eG betrieb das Universalbankgeschäft. Sie gehörte zur genossenschaftlichen FinanzGruppe und bot somit als Allfinanzdienstleister eine breite Palette an Finanzdienstleistungen aus einer Hand an. Im Verbundgeschäft arbeitete sie mit der DZ Bank, R+V Versicherung, Bausparkasse Schwäbisch Hall, Teambank, VR Smart Finanz, Münchener Hypothekenbank, DZ Hyp und der Union Investment zusammen.

## Geschäftsgebiet
Das Geschäftsgebiet umfasste im Wesentlichen den Altkreis Rotenburg (Wümme) und den nördlichsten Teil des Landkreises Verden. Durch das Geschäftsgebiet, welches von Fintel bis Fischerhude reichte, fließen die Wümme und die Wieste.
An diesen Orten betrieb die Bank Filialen:
- Sottrum (Hauptstelle, jur. Sitz)
- Ottersberg (Geschäftsstelle)
- Scheeßel (Geschäftsstelle)
- Rotenburg (Wümme) (Geschäftsstelle)
- Fintel (SB-Geschäftsstelle)
- Fischerhude (SB-Geschäftsstelle)
- Kirchwalsede (SB-Geschäftsstelle) - in Kooperation mit der Sparkasse Rotenburg Osterholz
- Bassen (SB-Geschäftsstelle)
- Einkaufszentrum Dodenhof in Posthausen (SB-Geschäftsstelle)

Im Jahr 2008 erfolgte der Umbau der Geschäftsstelle Otterstedt in eine reine SB-Filiale. Die Kunden wurden seitdem in Ottersberg persönlich betreut. Die Volksbank eG eröffnete im Jahr 2004 Am Neuen Markt in Rotenburg (Wümme) eine weitere Geschäftsstelle. Die Geschäftsstelle in Otterstedt wurde 2006 in eine reine SB-Geschäftsstelle umgebaut und die Standorte in Hellwege, Horstedt und Waffensen wurden 2007 geschlossen.
Im Jahr 2013 baute die Volksbank eG den Standort Bötersen in eine SB-Geschäftsstelle um und in 2018 wurde die SB-Geschäftsstelle in Bötersen sowie der Standort in Posthausen geschlossen. Die Filiale in Ahausen wurde zudem in eine reine SB-Filiale umgewandelt und in Posthausen gab es sowohl einen Geldausgabeautomaten als auch ein SB-Terminal direkt bei Dodenhof. Die Hauptstelle in Sottrum wurde erneuert.
2020 fand der Umbau in Sottrum vom KundenServiceCenter zur DirektFiliale statt. Die SB-Filialen in Ahausen und Otterstedt wurden geschlossen. Im Jahr 2021 fand am Standort in Bassen die Umwandlung von einer Beratungsfiliale in eine SB-Filiale statt. Die Kundenbetreuung erfolgte seitdem in der Geschäftsstelle in Ottersberg. Ab 2022 war die Geschäftsstelle in Kirchwalsede eine SB-Filiale mit Geldausgabeautomaten, Selbstbedienungsterminal und Kontoauszugsdrucker.
Für eine zukunftsorientierte Lösung kooperierte die Volksbank eG ab 2024 am Standort Fischerhude mit der Kreissparkasse Verden, sodass Kunden und Kundinnen am gemeinsamen SB-Standort Geldausgabeautomaten, Selbstbedienungsterminal und Kontoauszugsdrucker nutzen konnten. 
Seit März 2024 stand die Geschäftsstelle Fintel als SB-Standort zur Verfügung.

## Crowdfunding-Spendenplattform Viele schaffen mehr
Seit Dezember 2016 bot die Genossenschaftsbank eine Crowdfunding-Spendenplattform an.